# 소재학
소재학(蘇在鶴,1963~)은 대한민국의 미래예측학자, 과학 명리학자, 과학 풍수지리학자, 성명학자, 자연치유학자, 인문 철학자, 교수, 칼럼니스트이다. 대한민국 미래예측학박사 1호이며, 공전과 자전에 따른 태양의 위상변화 분석을 통해 개인의 성공 실패 시기를 90% 이상 규칙적으로 예측할 수 있는 동양미래예측학 석하명리(K_미래학, 건곤미래학)을 창시하였으며, 호는 석하(奭廈), 건곤(乾坤)이다.

## 경력
국제뇌교육종합대학원대학교 국학과 석좌교수, 미국 캐롤라인대학교(Caroline University) 부총장 및 석좌교수, 동방문화대학원대학교 교수 및 초대 발전위원장, 서울현대전문학교 석좌교수, 필리핀 국립 EARIST대학교 국제원격대학 학장 등을 역임하고, 현재 국제뇌교육종합대학원대학교 동양학과 명리미래예측전공 주임교수, 동국대 글로벌미래 최고경영자과정 원장, 동국대 GFCA 동양미래예측학 최고위과정 원장 겸 책임교수, 동국대 GFCA 풍수지리 최고위과정 원장 겸 책임교수로 활동하고 있다.    
충청남도 공주시에서 출생하여 공주고등학교와 경기대학교 화학과를 졸업하고 ROTC 24기로 임관하여 육군대위로 전역하였다. 원광대학교 동양학대학원에서 [음양오행설에 관한 연구] 라는 제목으로,  최초로 전통 음양오행설의 모순과 허실을 구분하고 이론들의 성립원리를 밝히는 논문으로 동양철학 석사 학위를 취득하였으며, 동방대학원대학교 미래예측학과에서[오행과 십간십이지 이론 성립에 관한 연구]라는 제목으로 십간십이지 및 전통 사주명리학의 이론의 모순과 허실을 구분하고 원리를 밝히고 새로운 논리체계를 정립하는 논문으로 미래예측학 1호 박사학위를 취득하였다.            

## 활동
국내 유일한 동서양미래학 융복합 연구학자로 대학 및 대학원, 각 단체에서 4차 산업혁명, 생성 인공지능으로 대표되는 서양미래학과 동양미래예측학 논리 사주명리학, 과학 풍수지리 등을 강의하고 있다.
2000년부터 모든 동양 역학의 이론적 근거가 되는 음양오행설의 모순과 원리를 규명하여, 미신적 요소를 벗겨 과학의 옷으로 갈아입히는 선구자 역할을 해 왔으며, 주먹구구 혹은 이현령비현령으로 상징되는 기존 사주명리학과 풍수지리 이론들을 ‘논리로 푸는 사주학 석하명리’, 혹은 ‘현대 사주명리학’, ‘과학풍수, 건곤풍수지리’ 라는 이름으로 재정립하였다.
자연과학적 원리를 근거로 과학적이며 논리적인 이론체계를 통해 개인과 기업의 성공과 실패 시기를 90% 이상의 정확도로 정밀 예측 가능한 동양래예측학[석하명리/건곤미래학]을 창시하고, 미래분석 및 예측 프로그램과 어플리케이션 등을 개발했다. 또한 누구에게나 존재하는 10년 주기, 60년 주기, 600년 주기 등 인생사계절 리듬인 '석하리듬'을 개발하여 보급하고 있다.
매일경제와 각 매체에 칼럼을 연재하고 운세 등을 집필하였으며, KBS MBC SBS MBN 채널A TV조선 JTBC YTN 등 방송에서 ‘사장님 귀는 당나귀귀’, ‘황금알’, ‘굿모닝 대한민국 라이브’, ‘얼마에요’ ‘생방송 아침’, ‘토요포커스’, ‘아빠본색,’ 등 다양한 프로에 미래예측학자, 동양미래학자, 사주명리학 교수, 풍수지리학 교수 등으로 출연하여 인터뷰, 특강, 토크쇼 패널, 전문가 해설 등을 통해 전통문화와 역학, 미래예측학, 자연건강 관련 잘못된 속설의 오해와 진실을 밝히고, 생활의 지혜, 나아갈 때와 물러날 때, 자신만의 때를 찾는 방법 등을 전파하고 있다.
글로벌미래포럼(글로벌미래융합포럼) 회장, 한국동양미래(예측)학회(KOFS) 회장, 재단법인 하원정미래학회 회장, 건곤풍수지리학회 회장, 한국성명작명학회(KNS) 회장, K미래예측연구원 원장, GFCA미래융합인재아카데미 원장, 한국동양미래예측연구소 소장, 한국풍수문화원 원장 등으로 활동하며, 대한민국 각계 리더들을 대상으로 반기문 전 UN총장, 정운찬 전 국무총리, 김병준 전 부총리, 오명 전 부총리, 황우여 전 부총리, 김영진 전 국회의원 및 농림부 장관, 허신행 전 농수산부 장관, 오세훈 서울시장, 오세정 서울대 총장  등 사회 지도층 인사를 초빙하는 조찬 및 석찬 세미나 등을 통해 참 사람의 가치를 회복하고 더불어 함께 살아갈 수 있도록 현대인 삶의 방향을 제시해 주는 이 시대의 멘토로 활동하고 있다.
스포츠 서울 STV 그룹 고문, 사색의 향기 고문, 세계한인여성협의회 고문, 미디어리서치 상임 자문, 헤럴드에듀 자문위원, 한글과 컴퓨터 그룹 자문, 한국전쟁 민간인희생자 충남유족회 고문, 대한노인회 정책위원, 한국경영혁신중소기업협회(Main biz) 자문, 4차 산업혁명포럼 고문, SERI 미래예측포럼 고문, 국회미래정책연구회 동양미래학위원장, 국제미래학회 동양미래학위원장, 한국링컨학회(KALS) 미래정책위원장, 한국자연치유학회 감사 및 부회장, 아시아문화경제진흥원 자문, 한국 재능기부협회 자문위원, 한반도선진화재단 한선행복포럼 자문위원, 국제신인류문화학회 부회장 겸 미래학분과위원장, 한류문화콘텐츠진흥협회 자문위원 등으로 활동해왔다.
ROTC 중앙회 부회장 및 ROTC 24기 수석 부회장, ROTC 중앙회 논설위원을 역임했으며, 2013년, 2014년, 2015년 미스인터콘티넨탈(Miss Korea 세계대회) 본선 심사위원 역임했다.

코로나19 종식 시기 예측
소재학 교수는 2021년 겨울 코로나가 극성할 때, 자신이 개발한 동양미래예측학 석하명리의 석하리듬 기법을 활용해 크리스마스를 앞두고 “2022년 임인년의 새로운 태양이 막 떠오르기 시작하는데 현실은 코로나가 너무나 극성을 부리다 보니 정말 이대로 가다 보면 이 코로나하고 앞으로 평생을 살아야 하는 게 아닌가 하고 너무나 두려워하고, 힘들어하는 사람들에게 이제 정말로 얼마 남지 않았으니까 힘내라 하고 희망을 주고 싶어서 코로나 예측을 공개한다”고 사람들에게 희망을 주기 위해 코로나 예측을 공개한다고 이유를 밝히며, “코로나19는 2022년 2월 지나며 서서히 약해지기 시작하여 2022년 4~5월경 현격하게 약화 되거나 힘을 쓰지 못하게 되어 코로나 관계없이 일상 생활이 가능할 것이고, 코로나가 완전히 없어지는 것은 2024년 이 될 수 있지만, 2023년 여름 무렵이 되면 코로나로부터 거의 완전 해방이 될 수 있을 것”이라고 예측하여 석하리듬 예측 방법론과 함께 유튜브 “소재학교수 TV 때를 찾는 지혜”채널에 공개하였고, 2022년 1월 매체에 보도 되었다.  
코로나 19는 실제 소재학 교수 예측대로 정확하게 2022년 2월부터 오미크론으로 바뀌면서 약해지기 시작하다가 5월에 일상생활이 가능해졌고, 또한 2023년 여름 코로나로부터 완전히 해방이 되었다.

관련기사
2022.01.06. 브레이크 뉴스 
2022.01.06. 특급뉴스 
2022.01.05. 여원뉴스 

## 동양미래예측학, K-미래학 '석하명리'
K-미래학: 한국식 미래예측학, 건곤미래학
'K-미래학 석하명리'는 성공과 실패의 시기를 90%이상 정확히 예측 할 수 있는 한국식 미래예측학이다.  'K-미래학 석하명리'는 지구의 공전과 자전에 따른 태양과 달의 위상변화 분석을 통해 개인과 특정 집단의 흥망성쇠 흐름을 90% 이상의 정확도로 예측할 수 있으며 2000년, 2001년 전후 소재학 교수에 의해 창시되었다. K-미래학 석하명리의 기본 분석 틀속에는 기존의 음양오행설과 십간십이지 및 사주명리학의 이론에서 미신적 요소와 비합리적 요소들을 배제하고, 성립원리를 밝힌 이론들을 활용하여 논리적인 체계로 새롭게 정립시킨 과학 사주명리학을 포함하고 있다. 이렇게 전통 사주명리학을 과확화 시키고 발전시켜 성립된 K-미래학 석하명리는 이론의 근거가 명료하고 분석의 기준이 명확하고 100% 논리적인 이론들로 이루어져 있어 분석과 예측의 정확도가 상당히 높으며, 대표적인 동양미래예측학, 논리로 푸는 사주학, 지동설 명리학, 과학 명리학 등의 별칭으로도 불리고 있기도 하다.  
석하명리의 분석 기초가 되는 초기 조건은 예측 대상자의 태어난 시점에 대한 태양과 달 등의 상관관계, 즉 태어난 시점에 대한 정확한 태양의 위도와 경도, 달의 위상 분포도와 출생 지역적 환경요인 및 시대적 환경요인이다. 여기에서 태양의 상관관계 분포도는 출생 지역과 양력 출생 년, 월, 일과 정확한 시간으로 파악할 수 있으며, 달의 위상 분포는 출생 지역과 음력 출생 년, 월, 일과 시간을 통해서 파악할 수 있다. 이렇게 태양과 달 등의 위상 분포도와 출생 지역과 시대적 환경 요인들을 종합적으로 분석하고, 이에 태양과 달 등의 공전 및 자전 주기와 석하명리에서 자체적으로 도출한 절대운과 상대운 10주기, 12주기, 30주기, 60주기, 360(365)주기, 600년 주기 등을 활용하여 분석과 예측을 진행한다.  
K-미래학 석하명리 :  선천 성향 및 적성, 인연법(궁합법),  성공 실패 시기 정확히 분석
그렇기에 석하명리에서는 예측 대상자의 정확한 태양과 달의 위상변화 분포도 분석을 통해 부모의 유전인자에 의한 부분을 제외한 선천적인 성향과 특성, 재능, 타고난 특정 역량 등을 분석할 수 있으며, 한여름 무더울 때 한낮에 태어난 사람은 뜨거운 기운을 많이 가지고 있기에 상대적으로 뜨거운 기운을 가지고 태어난 사람보다 한겨울 찬 기운을 가지고 태어난 사람을 선호할 수 있다는 개연성 등에 착안하여 이유 없이 끌리는 사람과 그렇지 않은 사람을 구분하는 인연법(궁합법) 등을 정확히 분석 할 수 있다.또한 대자연에 사계절과 보름 그믐 등 삭망(朔望) 현상이 있듯이 사람의 인생 여정이나 특정 분야의 흥망성쇠에도 생장 소멸의 대자연 법칙이 규칙적으로 적용되는 부분이 있다는 관점에서 이를 응용한 석하명리와 석하리듬의 정밀한 분석 방법을 통해 대상자의 성공하고 실패하는 시기, 흥망성쇠의 시기를 정확하게 예측할 수 있는 것이다.
이때 석하명리의 분석 틀 속에 포함되어 있는 사주팔자 간지는 기존의 사주명리학과 공통되는 동일한 부분도 있지만, 기존 사주명리학과는 많이 다른 관점에서 조명 된다. 기존 사주명리학은 출생연월일시를 4기둥 8글자의 간지로 표기한 사주팔자만을 초기조건의 분석 대상으로 한다. 이 사주팔자는 북한에 태어나거나 이디오피아에 태어나거나 에스키모인으로 태어나거나 장관 부모하에 태어나거나 재벌 부모하에 태어나거나 노동자 부모하에 태어나거나 이러한 환경적 요인에 무관하게 출생연월일시 기준만 같으면  동일한 사주팔자 간지를 갖게 되는 한계를 가지고 있다. 
전통 사주명리학의 한계
현실에서 사람의 삶에는 자신의 의지와 노력, 시대적 상황과 환경적 요인, 부모의 유전자와 역량 등 인문 사회적 요건도 중요한 역할을 하는 데 이러한 부분 역시 기존 사주명리학의 사주팔자 간지에는 반영이 되어 있지 않다. 기존 사주명리학은 이렇게 불완전한 초기 조건으로 구성된 사주팔자를 분석하여 직업, 심리, 재물, 육친관계 등 삶의 세세한 부분까지 구체적인 분석과 예측의 대상으로 삼는다. 그것도 정확하고 통일된 분석 이론이 없는 상태에서 근거 애매한 비법이나 이론들까지 활용하는 등 주관적 해석이 강하게 반영되고 있다 보니, 동일한 사주팔자를 분석해도 분석하는 사람마다 결과가 다르게 나타나는 경우가 비일비재하다. 이러한 부분들 때문에 기존 사주명리학이 비논리적이거나 비과학적이고 미신적이라는 비판에서 자유롭지 못한 것 또한 현실이다.
K-미래학 석하명리에서는 태양과 달 등의 위상변화 규칙과 지역적 환경요인과 시대적 환경요인 등을 정밀하게 분석하고 반영하는 방법들을 개발하여 동일한 사주팔자 간지를 분석할 때 누구나 동일한 과정을 통해 동일한 결과가 나오는 일관된 이론체계를 갖추고 있어, 이를 통해 대상이나 대상자의 과거와 현재, 미래의 상태와 흥망성쇠 흐름을 평균 90%이상의 정확도로 분석하고 예측할 수 있게 된다.
절대 시간과 상대시간
일반 사주명리학에서 시간의 흐름에 따른 흥망성쇠를 주관하는 것을 운(運)이라고 하는데, 석하명리에서는 이 시간의 흐름인 운을 ‘절대운(絶對運)’과 ‘상대운(相對運)’ 두 가지로 나누어 해석한다. 여기에서 절대운은 일반 사주명리학에서 말하는 10년씩을 단위로 변하는 대운(大運)과 1년 단위 운인 세운을 이야기하며, 이러한 절대운은 사주명식에 대운과 세운의 간지(干支)를 오행의 이론으로 대입하여 해석하는 방식이다. 반면 석하명리의 상대운은 간지의 오행 법칙과는 관계없이 기존의 해석 방식과는 전혀 다른 관점에서 접근하며, 시간의 흐름에 따른 사계절 변화에 의존하여 해석 하는 방식으로 직접적인 성패 시기를 알 수 있는 예측기법으로 별도로 구분하여 인생사계절 ‘석하리듬’이라고 한다. 

## 인생사계절 '석하리듬'
석하리듬 개요
인생사계절 석하리듬은 흥망성쇠 성공과 실패의 흐름이 일정하게 반복되는 대자연의 4계절처럼 일정한 반복의 패턴을 가지고 있다는 관점에서 특정 시간의 흐름을 주기별로 봄 여름 가을 겨울 4계절로 구분해 놓고, 이렇게 반복되는 4계절 흐름을 통해 개인이나 단체 혹은 특정 분야의 성공과 실패, 흥망성쇠의 시기를 분석하고 예측하는 동양미래예측학 석하명리의 예측기법 중 하나이다. 
하나의 석하리듬 주기는 10개의 기(期)를 기본 단위로 구분하여, 봄 2기, 여름 3기, 가을 2기, 겨울 3기의 4계절로 나누어지며, 이중 여름과 가을은 운이 좋은 시기에 해당하고, 겨울은 운이 약한 시기, 봄은 새로운 희망이 생기는 시기에 해당한다. 

절대운(絶對運) 상대운(相對運) 석하명리 주기
일반 사주명리학에서 시간의 흐름에 따른 흥망성쇠를 주관하는 것을 운(運)이라고 하는데, 석하명리에서는 이 시간의 흐름인 운을 ‘절대운(絶對運)’과 ‘상대운(相對運)’ 두 가지로 나누어 해석한다. 여기에서 절대운은 일반 사주명리학에서 말하는 10년씩을 단위로 변하는 대운(大運)과 1년 단위 운인 세운을 이야기한다. 이러한 절대운은 사주명식에 대운과 세운의 간지(干支)를 음양오행설 이론으로 대입하여 해석하는 방식이다. 반면 상대운은 간지의 음양오행 법칙과는 관계없이 기존의 방식과는 전혀 다른 관점에서 주기별 봄 여름 가을 겨울의 사계절 변화에 의존하여 해석이 진행되는 상대적 시간의 흐름이다.
석하명리에서 사용되는 주기는, 절대운과 상대운으로 사용되는 10주기,  60주기, 600년 주기 등이 있으며, 여기에 태양의 활성화 주기인 11년, 달의 위상변화 주기인 30일, 태양의 태양력과 달의 태음력이 일치하는 19년 메톤주기 등이 있다.
이 중 상대운만 적용이 되는 주기도 있고 상대운과 절대운 양측면에서 모두 적용되는 주기도 있다. 
이때 절대운 측면에서는 간지 고유의 기능이 오행의 법칙에 의해 사주명조에 적용되지만 상대운에서는 간지 고유 기능은 고려되지 않고 오직 10기로 구분되어 봄과 가을 ‘2기’대 여름과 겨울 ‘3기’의 비율로 정해지는 사계절만 고려된다.
절대적 관점에서는 낮 12:30 정오에 태양의 기세가 가장 강하지만, 상대적 현실에서는 15시 전후가 12:30분 정오시 보다 더 뜨겁다. 또한 1년 중 6월 22일경 하지에 가장 태양의 기세가 강하지만, 상대적 현실에서는 7월 말 ~ 8월 초 무렵이 가장 뜨거운 시기이다. 1년 중 12월 22일경 동지에 태양의 기세가 가장 약 하지만, 상대적 현실에서는 1월 ~ 2월 초 무렵이 가장 추운 시기이다.  
1년 12달을 절대적 기준으로 구분해보면, 봄 여름 가을 겨울 4계절이 인묘진(寅卯辰) 사오미(巳午未) 신유술(申酉戌) 해자축(亥子丑) 각각 3개월씩 균등하게 차지한다. 또한 24절기로 구분하면 입춘과 춘분 등 6개 절기는 봄, 입하와 하지 등 6개 절기는 여름, 입추과 추분 등 6개 절기는 가을, 입동과 동지 등 6개 절기는 겨울 등 각각 6개의 절기가 봄 여름 가을 겨울 4계절을 균등하게 차지한다.  
그러나 현실에서는 1년 12달 중 봄과 가을은 2~3개월 전후로 짧고, 여름과 겨울은 3~4개월 전후로 길다. 이렇게 절대적 사실은 4계절이 균등하지만, 현실에서 실제 느끼게 되는 상대적 관점에서는 여름과 겨울이 길고 가을과 봄이 짧게 나타난다. 
석하명리에서는 이렇게 균등한 사계절이 원인이 되어 불균등한 사계절이 현실에서 나타나는 이원적 구조에서, 원인이 되는 균등한 사계절을 '절대적(絶對的)' 관점으로, 현실에서 드러나는 실제 시간 흐름을 ‘상대적(相對的)' 관점으로 구분하여 이를 각각 절대운(絶對運)과 상대운(相對運)’이라고 표현한다. 
즉 석하명리에서는 개인의 시간 흐름인 운을 해석할 때, 절대적인 기준에서의 시간 흐름과 상대적 기준에서의 시간 흐름을 ‘절대운’과 ‘상대운’으로 구분하여 해석하는 것이다. 이때 상대운은 봄 여름 가을 겨울 4계절로 구분하여 성공과 실패의 시기를 분석하지만, 절대운은 A B C D E F 6단계로 구분하여 A가 가장 좋은 시기이고, F가 가장 나쁜 시기로 해석한다.

석하리듬 주기별 사계
석하리듬의 주기에는 10년 주기, 60년주기, 600년 주기 등이 있으며, 하나의 석하리듬 주기는 10개의 기(期)를 기본 단위로 하여, 봄 2기, 여름 3기, 가을 2기, 겨울 3기의 4계절로 나누어진다.
석하리듬의 주기별 사계절을 구분해 보면 10년 주기에서 봄 2년, 여름 3년, 가을 2년, 겨울 3년의 사계절로 구분되고, 60년 주기에서는 봄 12년, 여름 18년, 가을 12년, 겨울 18년으로 구분 되며, 600년 주기에서는 봄 120년, 여름 180년, 가을 120년, 겨울 180년으로 구분된다.      
이러한 상대적 시간 흐름인 인생사계절 ‘석하리듬’ 중에서 가장 주가 되며 현실적인 상대적 시간 흐름은 10년주기로 이는 오직 상대운 사계절로만 적용된다. 다음이 인생 전반을 크게 주관하는 60년 주기이다. 이 60년주기는 사계절 계절별 상대운으로 적용이 되기도 하지만, 이와는 별도로 간지별 절대운으로 적용이 되기도 한다.     
600년 주기 상대운 흐름은 개인의 시간 흐름이기도 하지만 가문의 시간 흐름이라고 할 수도 있다. 600년 주기에서 상대운과 별도로 각 간지별 10년을 단위로 구분되는 ‘운’ 흐름을 일반적으로 ‘대운(大運)’이라고 부른다. 석하명리에서는 이를 대표적인 ‘절대운(絶對運)’이라고 하며, 일의 성패와 사건의 양상 양측면 모두를 분석하는 큰 운의 흐름으로 분류한다.        
10년주기 인생사계절 석하리듬 사계
석하리듬의 봄(2기: 2년)은 아직 사회적으로 뛰어난 역량을 발휘하는 것은 아니지만, 겨울의 어려움에서 벗어나기 시작하며 포기할 건 포기하고 새로운 출발을 하는 백의종군의 시기이다. 농부가 밭을 갈고 씨앗을 뿌리듯이 눈앞의 결과보다 당장은 힘들어도 미래를 대비하는 마음으로 준비하는 시기이다.  그렇기에 2~3년 후를 바라보는 장기적인 투자는 가능하지만 당장의 결과를 바라는 투자는 삼가는 것이 좋다. 겨울 동안 억지로 끌어 왔던 일이 정리되고 새 출발하거나 새로운 방향성이 잡히는 시기이기도 하고, 새로운 일을 시작하는 시기 이기도 하다. 
석하리듬의 여름(3기:3년)은 역량을 발휘하는 시기에 해당한다. 주변에서 능력을 인정받기 시작하며 사회적 성공을 이루고 재물도 모으게 되며 건강도 좋아지는 행운의 시기이다. 이때는 노력한 결과가 제대로 나오기 시작하는 시기로 적극적이고 공격적인 투자로 나름의 성과를 기대해 볼 만한 시기이다.
석하리듬의 가을(2기:2년)은 대외적으로 큰 성취를 이루고 결실을 얻는 최고의 시기이다. 인생에서 가장 만족스럽고 성공적인 시기라고 할 수 있다. 그렇지만 가을 2기 후반부는 이미 내면적인 기운은 기울고 있는 시기이기에 한편으로 성공가도를 달리면서도 한편으로는 공허함을 느끼거나, 건강이 약해지기 시작할 수 있다. 다른 연관 석하리듬 주기 흐름과 절대운이 좋을 때 만나는 늦가을은 외적 내적으로 모두 최고의 시기가 되지만, 다른 연관 석하리듬 주기 흐름과 절대운이 나쁠 때 만나는 늦가을은 오판을 하거나 문제의 소지를 만들고, 겨울의 어려움이 서서히 다가오는 시기에 해당이 되기도 한다. 이러한 늦가을을 만나게 되면 새로운 투자보다는 거두어들이며 겨울을 대비해야 한다.
석하리듬의 겨울(3기:3년)은 운이 정점에 이르러 대외적으로 최고의 시기이기도 하지만, 급격히 운이 약해지는 시기로 인생의 함정에 해당한다. 특히 늦여름부터 가을까지의 3년 기간(혹은 겨울 1기 전반까지의 기간)은 일반적으로 사회적으로 잘 나가고 성공과 재물, 명예를 이루어 가는 행운의 시기가 되며, 반면 겨울은 최고로 우아하고 풍요로운 기간이기도 하지만, 빠른 속도로 그 풍요를 읽어 버리는 시기이다. 전반적으로 일이 잘 풀리지 않는 시기이며 인간관계에 어려움을 겪게 되고 건강도 나빠질 수 있으며 매사 자신감을 잃게 되는 시기이다. 또한 정신적 공허함으로 인해 우울증이나 신경성 질환에 시달릴 수도 있고 정신적으로 방황하거나 진리를 향한 깨달음을 얻는 시기이기도 하다. 대자연의 겨울은 착한 일 하거나 기도나 굿 등 특별한 행위를 한다고 일찍 끝나지 않는다. 또한 나쁜 일 하거나 인간성 더럽다고 늦게 끝나는 것도 아니다. 겨울은 겨울만큼의 시간이 지나야 봄에게 그 자리를 양보하게 되어 있다.
‘석하리듬’의 겨울도 마찬가지이다. 그렇기에 이런 시기에는 적극적인 사회활동보다는 때를 기다리며 쉬어가는 지혜가 필요하다. 겨울에 씨뿌리는 농부를 보고 우리는 결코 부지런하다고 말하지 않는다. 사회적으로 잘 나가던 엘리트들도 ‘석하리듬’의 겨울을 만나면 능력 발휘를 제대로 할 수 없게 되어 자멸감에 빠지거나 극단적인 결정을 내리는 경우가 있다. 그러나 겨울의 어려움은 평생 가는 것이 아니다. 아주 극심한 어려움은 2년차 혹은 3년차가 고비이고 좀 더 심할 경우 봄까지 5년차를 지나면 일단 한숨을 돌리게 되어 있다. 보통 대표적인 석하리듬 10년 주기에서 겨울 3년만 지나면 큰 고비는 넘긴다는 이야기이다. 반면 누구나 10년 중 여름과 가을 5년은 대체적으로 잘 나가고, 특히 늦여름과 가을 3년은 전성기로 아주 잘 나간다는 의미를 가지고 있기도 하다. 
이러한 인생사계절 ‘석하리듬’은 제대로만 활용한다면 현재 무리수를 던져도 될 때인지 아니면 박수칠 때 떠나야 하는 상황인지 등 자신의 나아갈 때와 물러날 때를 정확히 알고 대처할 수 있을 뿐만 아니라, 직원의 채용이나 적절한 배치 등 다방면으로 활용할 수 있을 것이다.
석하리듬 사계절은 사주명리학의 사주팔자 명조 분석에도 활용되지만, 사주팔자와 관계없이 사회 각 분야의 흥망성쇠 흐름 예측에도 적용된다. 소재학 교수는 이 석하리듬 분석을 통해 코로나19 종식 시기 및 아파트값 최고점 및 하락시기, 시기별 산업 각 분야의 성쇠 시기 등을 예측해오고 있다. 이렇게 여러 분야에 적용되는 석하리듬은 초기 조건을 정확히 산정할 수 있는 개인의 성공과 실패의 시기에 대하여는 90%이상의 정확도를 가져오지만, 초기 조건을 명쾌하게 산정하기 어려운 산업 각 분야나 특정 분야의 경우는 초기 조건 산정의 정확도에 따라 적중도가 달라지게 된다.
이러한 석하리듬은 각각 하나의 주기가 4계절로 나누어져 개별로 정확한 영향을 미치지만, 그 성공과 실패의 정도와 세세한 부분들은 다른 주기들의 영향과 절대운의 영향에 따라 달라진다. 그렇기에 어느 하나의 주기로만으로도 개략의 흐름들은 예측이 가능하다. 그렇지만, 정확도를 높이기 위해서는 여러 주기들과 절대운 등을 복합적으로 반영하여 분석해야 한다. 하나의 주기가 겨울에 있을 때 절대운이 ‘A’에 해당하고, 다른 주기 들이 여름 3기나 가을에 있게 되면, 그 겨울을 맞는 주기의 영향은 미미하게 된다. 반면 하나의 주기가 가을에 있어 역량 발휘를 하는 중에 다른 주기들이 모두 겨울 2기나 3기에 있거나 봄에 있고, 절대운도 가장 약한 F에 있다면, 하나의 주기가 비록 가을에 있을지라도 큰 역량 발휘하기가 어려워지게 되는 것으로 해석한다. 

## 참조
- 매일경제 칼럼 <"사주팔자와 財運">
- 한국경제 매거진 <"운명 정해진 것과 선택할 수 있는 것">
- 충청일보 인물탐방 <"미래예측학박사 1호 명리학의 기린아">

## 참고 문헌
1. 매일경제 「사주팔자와 財運」, 「충청일보 역술이야기」
2. 「오행과 십간십이지 이론 성립에 관한 연구」 동방대학원대학교 박사학위논문, 2009.
3. 「명리변수가 성격5요인과 정서지능에 미치는 영향」 국제뇌교육대학교대학원 박사학위논문, 2021.
4. 「동양미래예측학 ‘ 석하명리(奭厦命理)’ 의 일간해석 방법에 관한연구」 선도문화, 2015.

## 저서
- 《음양오행의 원리이해》, 2009년
- 《논리로푸는 사주명리학1》, 2009년, 하원정. ISBN 9788996240921
- 《논리로푸는 사주명리학 2》, 2009년
- 《복주는 책》(공저), 2003년, 넥서스북스
- 《논리로푸는 사주명리학3-십신의 복합성향 분석》, 2012, 도서출판 가람
- 《논리로푸는 사주명리학4-사주격용분석》, 2013, 도서출판 가람
- 《대한민국 대표강사 33인의 대표강의》, 2013, 국민성공시대 공저
- 《사주명리학에 적용되는 음양오행과 십간십이지 이론》, 2014, 도서출판 가람
- 《전략적미래예측방법론 바이블》, 2014, 국제미래학회 공저, 두남
- 《아포리아시대 51색의 행복》, 2015, 한선행복포럼 공저, 도서출판 이안
- 《대한민국 미래보고서》, 2015, 국제미래학회 공저, 교보문고
- 《때를 찾는 지혜 ‘인생사계절 석하리듬》, 2019, 도서출판 가람